# Joakim Hykkerud
Joakim Andrè Hykkerud (* 10. Februar 1986 in Notodden) ist ein norwegischer ehemaliger Handballspieler.
Der 1,90 Meter große und 110 Kilogramm schwere Kreisspieler stand anfangs beim norwegischen Verein Drammen HK unter Vertrag. Im Januar 2011 wechselte er zum dänischen Erstligisten Bjerringbro-Silkeborg. Im Sommer 2011 schloss sich Hykkerud dem schwedischen Erstligisten IFK Kristianstad an, den er nach nur einer Spielzeit verließ. Anschließend unterschrieb er einen Zweijahresvertrag beim deutschen Bundesligisten TSV Hannover-Burgdorf. Im Sommer 2017 kehrte er aus familiären Gründen zu Drammen HK zurück. Hykkerud wechselte im April 2021 zum griechischen Erstligisten AEK Athen. Mit AEK Athen gewann er 2021 den EHF-Europapokal. Kurz vor Beginn der Saison in Dänemark schloss er sich dem dortigen Erstligisten Lemvig-Thyborøn Håndbold für eine Saison an. Danach beendete er seine aktive Karriere.
Für die norwegische Nationalmannschaft bestritt Joakim Hykkerud 79 Länderspiele, in denen er 71 Tore warf; er stand im erweiterten Aufgebot für die Weltmeisterschaft 2011.

## Bundesligabilanz
| Saison    | Verein                | Spielklasse | Spiele | Tore | 7-Meter | Feldtore |
| --------- | --------------------- | ----------- | ------ | ---- | ------- | -------- |
| 2012/13   | TSV Hannover-Burgdorf | Bundesliga  | 24     | 44   | 0       | 44       |
| 2013/14   | TSV Hannover-Burgdorf | Bundesliga  | 34     | 82   | 0       | 82       |
| 2014/15   | TSV Hannover-Burgdorf | Bundesliga  | 36     | 74   | 0       | 74       |
| 2015/16   | TSV Hannover-Burgdorf | Bundesliga  | 32     | 90   | 0       | 90       |
| 2016/17   | TSV Hannover-Burgdorf | Bundesliga  | 33     | 34   | 0       | 34       |
| 2012–2017 | gesamt                | Bundesliga  | 159    | 324  | 0       | 324      |

## Privates
Hykkerud ist verheiratet und ist Vater von zwei Kindern.